# Landesverein Sächsischer Heimatschutz
Der Landesverein Sächsischer Heimatschutz e. V. (LSH) ist ein eingetragener Verein, der das Ziel verfolgt, die natürlich und geschichtlich gewachsene Eigenart der obersächsischen Heimat zu bewahren, ihre Natur zu schützen, ihre Landschaft verantwortungsvoll zu gestalten und ihre historischen und kulturellen Werte zu erforschen und zu erhalten. Der Satzungszweck wird durch die Pflege von Naturdenkmalen, Naturschutzgebieten und kulturellen Denkmalen verwirklicht. Der Verein ist seit 1991 zugleich anerkannter Naturschutzverband nach dem Bundesnaturschutzgesetz und nach dem Sächsischen Naturschutzgesetz.

## Geschichte
Der Landesverein Sächsischer Heimatschutz wurde 1908 vom Volkskundler und Oberbaurat Karl Schmidt (1853–1922) und vom sächsischen Volkskundler Oskar Seyffert als Nachfolgeorganisation des bereits seit 1903 bestehenden Ausschusses für heimatliche Natur, Kunst und Bauweise gegründet. 1913 eröffnete das Landesmuseum für Sächsische Volkskunst im Jägerhof seine ständige Ausstellung, 1923 wurde es zusammen mit dem Verein für Sächsische Volkskunde vom Landesverein übernommen.
Der Landesverein gab von 1908 bis 1941 die Zeitschrift „Mitteilungen des Landesvereins Sächsischer Heimatschutz“ heraus.
Bereits 1921 richtete der Landesverein im Herrenhaus des ehemaligen Hammergutes Bienhof nahe Oelsen ein Forschungs- und Erholungsheim ein. Im Umfeld des Hammergutes erwarb der Verein bis 1945 zahlreiche Bergwiesen und etablierte das mit einer Größe von 282 Hektar zweitgrößte Naturschutzgebiet in Sachsen.
Die Gleichschaltung im „Dritten Reich“ erfolgte spätestens 1940, als der Gründungsvorsitzende des nationalsozialistisch geprägten Heimatwerkes Sachsen, Friedrich Emil Krauß, Vorsitzender des Landesvereins wurde.
1946 wurden die vom Verein erworbenen Naturschutzflächen im Umfeld von Bienhof und Oelsen im Zuge der Bodenreform enteignet und zur landwirtschaftlichen Nutzung aufgeteilt. Im Jahr 1949 wurde schließlich das Vereinsvermögen entschädigungslos konfisziert. Erst 1967 konnten hier erneut ca. 132 Hektar Wiesen, Wald und Steinrücken unter Naturschutz gestellt werden. Obwohl der Landesverein offiziell nicht verboten wurde, bewirkte der äußere politische Druck den Verlust der Arbeitsfähigkeit des um sein Eigentum beraubten Vereins.
Eine Neuorganisation des satzungsgemäß nie aufgelösten Landesvereins erfolgte im Zuge der politischen Wende in der DDR und noch vor der am 3. Oktober 1990 erfolgten Wiedervereinigung. Die erste Hauptversammlung seit 1945 fand am 7. April 1990 statt.
Unmittelbar nach seiner Neukonstituierung unterstützte der Verein, neben der Sächsische Schweiz Initiative (SSI), die neu gegründete Nationalparkverwaltung bei der Etablierung des Elbsandsteingebirges als Nationalpark Sächsische Schweiz und war gefragter Ansprechpartner bei der Schaffung eines Naturschutzraumes an der Grenze des Vogtlandes nach Bayern.
Im Gebiet um Bienhof und Oelsen erwarb der Verein wieder über 200 Hektar Wald, Wiesen und Acker und setzte die bereits Anfang der 1920er Jahre begonnene Naturschutzarbeit fort. Zwischen 2003 und 2007 war der Landesverein Träger des Erprobungs- und Entwicklungsvorhabens „Wiederherstellung artenreicher Bergwiesen im Osterzgebirge“, welches vom Bundesamt für Naturschutz und dem Sächsischen Umwelt- und Landwirtschaftsministerium gefördert wurde.
Im Jahr 2005 wurde der Landesverein Sächsischer Heimatschutz Teilgesellschafter in der Lausitzer Seenland gGmbH und unterstützt das Naturschutzgroßprojekt Lausitzer Seenland.
Das Deutsche Nationalkomitee für Denkmalschutz verlieh 2013 dem Landesverein „für sein beispielhaftes und außergewöhnliches Engagement beim Schutz insbesondere der archäologischen Denkmale »Burgberg Zschaitz«, »Jungbronzezeitliche Siedlung Lommatzsch« und »Burgberg Niederwartha (Stadt Dresden)«“ den Deutschen Preis für Denkmalschutz.

## Organisation
Organe des Landesvereins mit Sitz in Dresden sind die Hauptversammlung, der Gesamtvorstand und der geschäftsführende Vorstand. Seit der Wiederaufnahme seiner Tätigkeit gliedert sich der Landesverein in drei Fachbereiche:
1. Naturschutz/Landschaftsgestaltung,
2. Denkmalpflege/Heimatgeschichte und
3. Volkskunde/Volkskunst.

Außerdem unterhält der Landesverein drei Arbeitsgruppen:
1. Dorfgestaltung/Dorfstruktur,
2. Eigentum und
3. Schule und Heimat.

In Dresden unterhält der Landesverein Sächsischer Heimatschutz eine Beratungsstelle. In der Geschäftsstelle kann außerdem die Bibliothek mit ihren Sammelschwerpunkten im Denkmalschutz, in der Heimatgeschichte, im Naturschutz, in der Landschaftspflege und Dorfgestaltung, sowie in den Bereichen seltenes Handwerk und Volkskunst genutzt werden. Aus wechselnden Ausstellungen können Töpferwaren, erzgebirgische Holz- und Zinnarbeiten, sowie Blaudrucke und andere Volkskunsterzeugnisse sowie die Publikationen des Landesvereins erworben werden.

## Publikationen

### Mitteilungen
Überregional bekannt sind die Mitteilungen des Landesvereins Sächsischer Heimatschutz e. V. – Naturschutz, Heimatgeschichte, Denkmalpflege und Volkskunde (ISSN 0941-1151), in der in Aufsatzform mit wissenschaftlichem Anspruch unterschiedliche Themen zur Bau- und Naturdenkmalgeschichte der sächsischen Landesgeschichte behandelt werden. Die Herausgabe der bereits seit 1908 charakteristisch als sogenannte Grüne Hefte erscheinenden Mitteilungen wurde noch unter den Nationalsozialisten im Jahr 1941 untersagt. Erst nach einer mehr als fünfzigjährigen Unterbrechung konnten die Hefte seit 1991 wieder herausgegeben werden. Meist erscheinen drei Hefte pro Jahr. 1995 wurde die Mitteilungen mit dem Bundespreis für regionale Heimatzeitschriften ausgezeichnet. Durch die öffentliche Wahrnehmung, aber auch durch den hohen wissenschaftlichen Anspruch zählen die Mitteilungen zu den bedeutenden und inhaltlich anspruchsvolleren Heimatzeitschriften in Deutschland.

### Kalender Sächsische Heimat
Der Kalender Sächsische Heimat – mit 53 Bild- und Textbeiträgen pro Jahr – wird seit 1993 publiziert. Er ist Nachfolger des Kalenders Sächsische Gebirgsheimat und enthält Beiträge zur Kunstgeschichte, Denkmalpflege, Heimat- und Landesgeschichte, Naturschutz, Landschaftsgestaltung, Volkskunde, sowie zur Literatur- und Musikgeschichte.

### Sonderpublikationen
- Hans-Jürgen Hardtke, Andreas Ihl unter Mitarbeit von über 250 sächsischen Botanikern: Atlas der Farn- und Samenpflanzen Sachsens. Sächsisches Landesamt für Umwelt und Geologie, 2000, ISBN 3-00-006983-6.
- Frank Müller unter Mitarbeit von über 100 sächsischen Botanikern: Verbreitungsatlas der Moose Sachsens. lutra, 2004, ISBN 3-936412-02-2.
- Sigrid Both, Hans-Jürgen Hardtke, Rainer Pfannkuchen, Anne Wächter und weitere Autoren; Landesverein Sächsischer Heimatschutz (Hrsg.): Dresdner Heide. Rölke, ISBN 3-934514-18-9.
- Volksfeste in Sachsen. Eigenverlag, Dresden 1994.
- Dorfgestaltung – Handreichung für Bürgermeister und Gemeinderäte. Eigenverlag, Dresden 1997.
- Landschaftsgliederungen in Sachsen. Eigenverlag, Dresden 2005.

## Vorsitzende

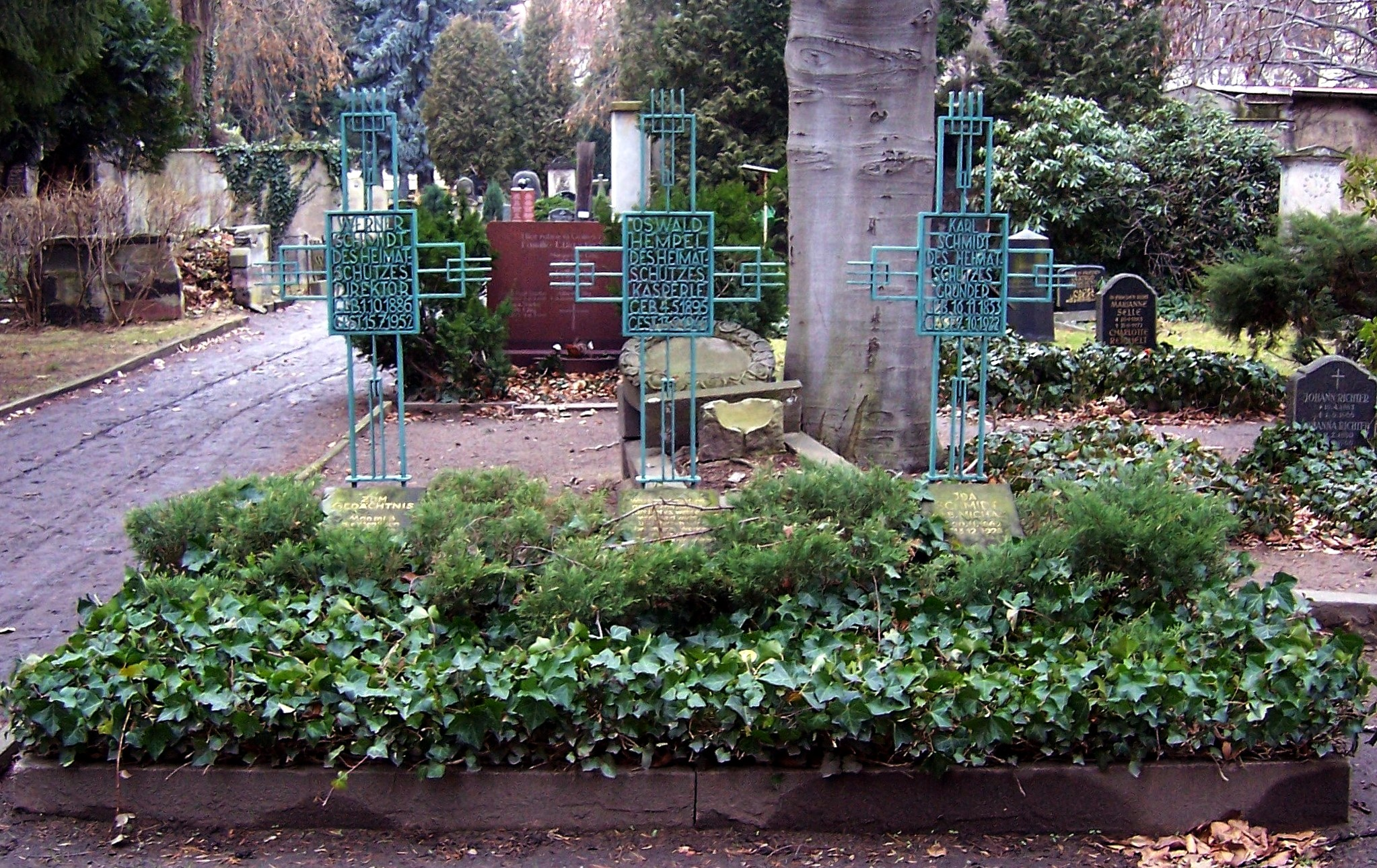
Gedenkkreuze für verstorbene Mitglieder auf dem Inneren Neustädter Friedhof in Dresden

- bis 1922: Karl Schmidt, Oberbaurat
- 1922–1940: Oskar Seyffert
- 1940–1945: Friedrich Emil Krauß
- 1990–2006: Matthias Griebel[8]
- 2006–2018: Hans-Jürgen Hardtke[8]
- seit 2018: Thomas Westphalen[9]

### Ehrenvorsitzende
- Hans Nadler (gewählt 1990)[8]
- Matthias Griebel (gewählt 2006)[8]

## Ehrenmitglieder
Götz Altmann, Peter Biele, Gerhard Billig, Karlheinz Blaschke, Werner Coblenz, Rolf Görner, Matthias Griebel, Hans-Jürgen Hardtke, Erich Iltgen, Hans-Joachim Jäger, Peter Kandler, Klaus Karl, Susanna Kosmale, Heinz Kubasch, Herbert Kutschke, Heinrich Magirius, Karl Mannsfeld, Hans Nadler, Gerhart Pasch, Manfred Ranft, Manfred Schober, Hans Christoph Stamm, Rolf Weber, Wolfgang Weidlich
Stand: Juni 2019

## Ähnliche Vereine

### Auf Landesebene
- Bayerischer Landesverein für Heimatpflege e. V.
- Landesverein Badische Heimat e. V.
- Landesheimatverband Mecklenburg-Vorpommern e. V.
- Niedersächsischer Heimatbund e. V.
- Landesheimatbund Sachsen-Anhalt e. V.
- Schleswig-Holsteinischer Heimatbund e. V.
- Schwäbischer Heimatbund e. V.
- Heimatbund Thüringen e. V.
- Westfälischer Heimatbund e. V.
- Lippischer Heimatbund e. V.

### Auf Bundesebene
- Bund Heimat und Umwelt in Deutschland mit Sitz in Bonn